# Alessandra Tonelli
Alessandra Tonelli (Trento, 28 giugno 1988) è una calciatrice italiana, attaccante del Trento Calcio Femminile.
Oltre l'attività agonistica ha svolto la mansione di allenatrice nella Scuola Calcio Calisio.

## Carriera

### Club
Alessandra Tonelli nasce a Trento e cresce a Cognola, una sua frazione, con i genitori, dimostrando interesse per il calcio fin dalla gioventù, giocando nelle formazioni giovanili miste della Polisportiva Calisio maschile fino ai 14 anni, età limite stabilita dalla federazione per giocare con i maschietti assieme alla concittadina Chiara Pasqualini.
Per continuare l'attività agonistica coglie quindi l'occasione offertale dal Trento Clarentia per giocare in una formazione interamente femminile. Con la società biancoverde gioca dalla stagione 2001-2002, prima nelle giovanili passando ben presto nella formazione titolare, rimanendo per cinque stagioni.
Nell'estate 2006 trova un accordo con il Vintl che le offre l'opportunità di giocare in Serie B, l'allora terzo livello del campionato italiano femminile di calcio, dalla stagione 2006-2007.
Le sue qualità emergono ben presto suscitando l'interesse nell'ambito femminile regionale che si concretizzerà nella proposta della neopromossa Trento, che grazie alla conquista della prima posizione nel girone B al termine della stagione 2006-2007 di Serie A2, sta cercando rinforzi nel reparto offensivo per presentarsi competitivamente al suo primo campionato di Serie A. L'esperienza di Tonelli nel campionato di vertice di categoria è comunque breve data la decisione della società di cederla già nel calciomercato invernale, ritornando nuovamente al Südtirol Vintl Damen dal novembre 2007 con un tabellino di quattro presenze in Serie A.
Con le Altoatesine comincia quindi un sodalizio che rimane ininterrotto per altre otto stagioni durante le quali conquista la fiducia della società che le assegna la fascia di capitano e con i cui colori riesce a raggiungere la doppia promozione dalla Serie B alla Serie A2 al termine della stagione 2008-2009 e dalla Serie A2 alla A in quella successiva.
Alla sua seconda esperienza in Serie A non riesce ad evitare la retrocessione dopo una sola stagione, la 2010-2011, dove risulta terza realizzatrice della società con 5 reti su 25 presenze, a pari merito con Deborah Salvatori Rinaldi, e dietro alle 7 di Rossella Cavallini e alle 6 di Stefania Rigatti.
Con Rigatti si dividerà il risultato di 18 reti siglate e il titolo di vicecapocannoniere del girone durante la stagione di Serie A2 2011-2012 mentre in quella successiva è capocannoniere del Girone B della Serie A2 con 18 reti, davanti ai 17 siglati da Chantal Trezzi per il Real Meda. Sempre determinante nel reparto offensivo del Südtirol contribuisce alla riconquista della Serie A della società biancorossa, che nel frattempo ha mutato la sua ragione sociale in Südtirol Damen Bolzano, al termine della stagione 2014-2015 grazie alle 15 reti su 24 incontri, dietro solo a Chiara Pasqualini andata a segno 21 volte.
Anche la stagione in serie A 2015-2016 la vede protagonista, riuscendo su tutte le 22 partite del torneo a siglare 8 reti, migliore marcatrice delle altoatesine, tuttavia non sufficienti a garantire alla sua squadra l'uscita dalla parte bassa della classifica che al termine del campionato si posiziona, con 13 punti conquistati, solo al 12º e ultimo posto tornando in cadetteria. La stagione la vede comunque conquistare alla 12ª giornata un primato personale, la centesima rete segnata con la maglia biancorossa, quella del parziale 2-0 sulla Res Roma siglata al 61', incontro poi terminato per 3-0 sulle giallorosse.
La scelta per la stagione 2016-2017 è quella di tornare alla società che l'aveva lanciata nel calcio femminile: il Trento Clarentia. Con lei anche le esperte Giordana Torresani e Chiara Valzolgher si trasferiscono nella squadra del capoluogo. Dal 2016 al 2020 la squadra colleziona ottime posizioni e lei va sempre in doppia cifra. Dopo il secondo posto della stagione 2020-2021, la squadra giunge nel 2022 alla vittoria del campionato di Serie C girone B, trascinata dai 20 gol della giocatrice, che insieme a Giulia Rosa compone un attacco ricco di gol e qualità.

## Palmarès

### Club
- Campionato italiano di Serie A2: 1

Südtirol Vintl Damen: 2009-2010
- Campionato italiano di Serie B: 2

Südtirol Damen Bolzano: 2014-2015 (secondo livello)
Südtirol Vintl Damen: 2008-2009 (terzo livello)
- Campionato italiano di Serie C: 2

Trento Clarentia: 2003-2004
Trento CF: 2021-2022

### Individuali
- Capocannoniere della Serie A2: 1

Südtirol Vintl Damen: 2012-2013 (18 reti)